# Panseluță
Panseluța de câmp, barba împăratului, catifeluța, trei-frați-pătați, sau  (Viola tricolor - L.) este o floare sălbatică de origine europeană, care crește în toate anotimpurile. A fost introdusă în America de Nord, unde s-a răspândit pe vaste teritorii și este cunoscută ca Johnny Jump Up (deși numele este folosit pentru a denumi și alte specii similare precum Panseaua galbenă). Este progenitoarea panselei cultivate și din acest motiv este numită și Pansea sălbatică; înaintea dezvoltării panselei cultivate, "Pansea" era denumirea alternativă pentru specia sălbatică.
Panseluța este o plantă de dimensiuni mici, care crește pe tulpină, atinge cel mult 15 cm în înălțime, cu flori care au un diametru de aproximativ 1.5 cm. Crește pe pajiști, în lunci umede, la marginea pădurilor, stâncării din zona de deal (200-300m altitudine) până în etajul subalpin, mai ales pe pământ acid sau neutru. De regulă crește în locuri parțial umbroase și înflorește din aprilie până în septembrie. Florile pot fi purpurii, albastre, galbene sau albe. Ele sunt hermafrodite și fertile, polenizate de albine.

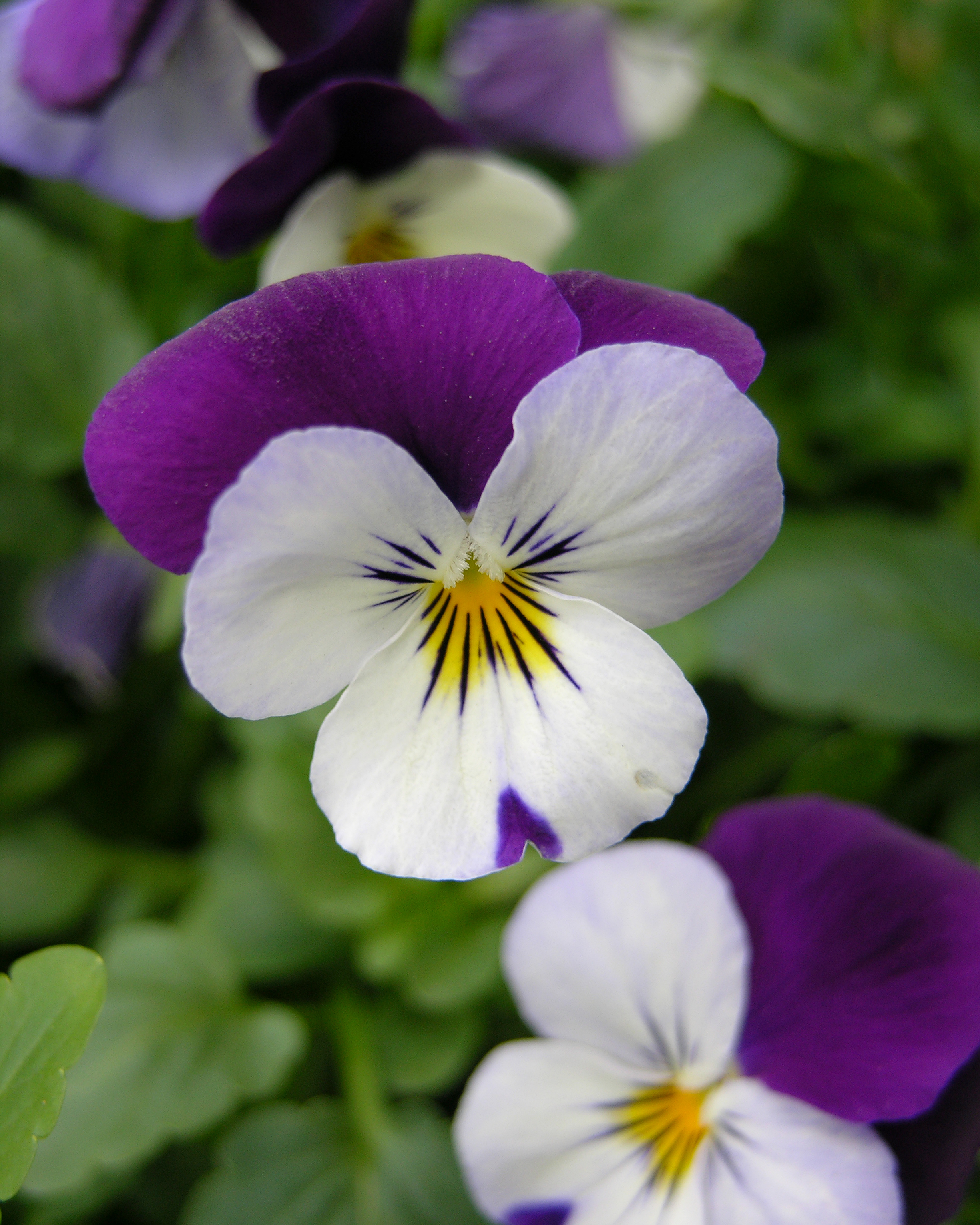
Un exemplu de floare

Cum sugerează și numele, panseluța are o lungă istorie de folosire în medicina naturistă. A fost recomandată ca tratament în tratarea epilepsiei, astmului, bolilor de piele și exemelor. Are proprietăți expectorante, fiind folosit astfel în tratamentul bronșitei și a tusei convulsive. Este de asemena diuretic, ceea ce duce la folosirea sa în tratarea reumatismului și a cistitei.
Florile au fost de asemenea folosite pentru producerea vopselei galbene, verzi și verzui-albăstrui, în timp ce frunzele sunt folosite în producerea unui indicator chimic.
Cu mult înainte de dezvoltarea panselelor cultivate, panseluța a fost asociată cu gândul în "limbajul florilor", de regulă prin denumirea sa alternativă de pansea (de la francezul "pensée" - gând): în consecință citatul Opheliei din opera lui William Shakespeare Hamlet, "Acolo sunt pansele, sunt pentru gânduri". Ceea ce Shakespeare avea în minte erau panseluțele, nu panseaua de grădină de azi.
Shakespeare face o referire mai directă la Panseluță în Visul unei nopți de vară. Oberon îl trimite pe Puck să adune "o mică floare sălbatică" pe care fetele o numeau "Iubire-în-trândăvie". Motivul lui Oberon este că a deviat o săgeată trimisă de Cupidon, destinată unei "vestale drepte, încoronată de vestici" (se presupune că este vorba de Regina Elisabeta I) pentru a cădea peste planta "înainte albă precum laptele, acum purpurie ca rana dragostei". Oberon susține că zeama panseluței, "pe pleoapele dorminde așezată, va face bărbat sau femeie să iubească la nebunie următoarea persoană pe care o va vedea." Dotați cu astfel de puteri, Oberon și Puck controlează soarta mai multor personaje din piesă, pentru a da nota dramatică și comică a piesei.
Panseluța are un număr mare de nume colocviale alternative, de până la 200.
Panseluță este și titlul unei cărți din trilogia The Changes, scrisă de Peter Dickinson.